# Quincy Malekani
Quincy Malekani (* 15. März 1995 in Ndola) ist eine sambische Leichtathletin, dei sich auf den Sprint spezialisiert hat. 2024 wurde sie in Douala Vizeafrikameisterin über 400 Meter.

## Sportliche Laufbahn
Erste internationale Erfahrungen sammelte Quincy Malekani bei den Commonwealth Games 2018 im australischen Gold Coast, bei denen sie mit 54,36 s im Halbfinale ausschied. Im August wurde sie bei den Afrikameisterschaften in Asaba in 54,10 s Achte und gewann mit der sambischen 4-mal-400-Meter-Staffel in 3:38,18 min die Bronzemedaille hinter den Teams aus Nigeria und Kenia. 2022 startete sie im 100-Meter-Lauf bei den Afrikameisterschaften in Port Louis und belegte dort in 11,30 s den sechsten Platz und über 200 Meter wurde sie in 23,63 s Fünfte und kam zudem mit der 4-mal-100-Meter-Staffel im Finale nicht ins Ziel. 2024 belegte sie bei den Afrikaspielen in Accra in 51,98 s den sechsten Platz über 400 Meter und gewann mit der Staffel in 3:31,85 min gemeinsam mit Niddy Mingilishi, Abygirl Sepiso und Rhoda Njobvu die Silbermedaille hinter dem nigerianischen Team. Im Mai verpasste sie bei den World Athletics Relays auf den Bahamas eine Direktqualifikation über 4-mal 400 Meter für die Olympischen Spiele in Paris. Anschließend gewann sie bei den Afrikameisterschaften in Douala in 51,56 s die Silbermedaille über 400 Meter hinter der Südafrikanerin Miranda Coetzee und sicherte sich mit der Staffel in 3:32,18 min die Silbermedaille hinter dem nigerianischen Team.

## Persönliche Bestleistungen
- 100 Meter: 11,32 s (+0,1 m/s), 8. Juni 2022 in Port Louis
- 200 Meter: 23,61 s (+0,9 m/s), 29. Juni 2018 in La Roche-sur-Yon
- 400 Meter: 51,56 s, 23. Juni 2024 in Douala